# Богданув (Нижньосілезьке воєводство)
Богданув (пол. Bogdanów, нім. Neuhof) — село в Польщі, у гміні Костомлоти Сьредського повіту Нижньосілезького воєводства.
Населення — 250 осіб (2011).
У 1975-1998 роках село належало до Вроцлавського воєводства.

## Демографія
Демографічна структура станом на 31 березня 2011 року:
|          | Загалом | Допрацездатний вік | Працездатний вік | Постпрацездатний вік |
| -------- | ------- | ------------------ | ---------------- | -------------------- |
| Чоловіки | 122     | 19                 | 89               | 14                   |
| Жінки    | 128     | 26                 | 75               | 27                   |
| Разом    | 250     | 45                 | 164              | 41                   |